# اینفینیت
اینفینیت (انگلیسی: Infinite; کره‌ای: 인피니트) نام یک گروه موسیقی پسرانه کره جنوبی است که در سال ۲۰۱۰ تشکیل شد.
نام فندوم (طرفداران) این گروه اینسپریت (inspirit) به معنای روح دهنده/جان دهنده/الهام بخش می‌باشد.
این گروه سابقاً هفت نفر بود که یکی از آنها (هویا) در اوت ۲۰۱۷ جدا شد. این عضو در مصاحبه ای دلیل جدا شدن خود را مشکلاتش با کمپانی و متفاوت بودن راه و خواسته او با کمپانی وولیم مطرح کرد. اولین آلبوم اصلی آنها با نام بهتر از بهترین در ژوئیه ۲۰۱۱ منتشر شد.
برخی از دستاوردها و رکوردهای این گروه که برای اولین بار در کیپاپ اتفاق افتاده‌است به شرح زیر است:
۱. اینفینیت اولین گروه کیپاپ است که شخصاً به بیلبورد دعوت شد تا در استودیوی NYC Billboard اجرا و مصاحبه داشته باشد.
۲. اینفینیت جزو تنها ۳ بوی بندی کیپاپ است که در iChart آل کیلِ رسمی داشته‌است.
۳. اینفینیت اولین آرتیست کره ای است که در رتبه‌بندی «برترین آرتیست در حال ترقیِ توییتر» در جایگاه اول قرار گرفت.
۴. اینفینیت با داشتن بیش از ۵۰ جایزه در موزیک شوها و سایر فستیوال‌ها و جشنواره‌ها، یکی از پرجایزه‌ترین گروه‌های کیپاپ محسوب می‌شود.
۵. اینفینیت با فروش بیش از ۱۶۰٬۰۰۰ نسخه از مینی آلبوم New Challenge به چهارمین گروه پرفروش سال ۲۰۱۳ تبدیل شد.
۶. اینفینیت یکی از ۲۰ گروه موفق و پرفروش در تاریخ کیپاپ به حساب می‌آید.
۷. اینفینیت توسط بیلبورد به عنوان یکی از ۱۰ بوی بند مهمِ کیپاپ شناخته شده‌است.
1. اینفینیت در رتبه‌بندی گروه‌هایی که شهرت شان را با فروش شان ثابت کرده‌اند در جایگاه چهارم قرار گرفته‌است.
2. اینفینیت اولین آرتیست کره ای بود که یک آلبومِ کاملاً اینسترومنتال (The Origin) منتشر کرد.

۱۰. رینگتونِ آهنگ To-Ra-Wa (ورژن ژاپنی Come Back again) در سال ۲۰۱۱ بیشترین میزان دانلود را در بخش کیپاپِ وبسایت "Japan's Top Mobile" داشته‌است.
۱۱. اینفینیت اولین گروه کیپاپ است که اجازهٔ فیلمبرداری در استودیوی Universal (واقع در لس آنجلس، کالیفرنیا) برای موزیک ویدیو Destiny را کسب کرد.
۱۲. اینفینیت با Man In Love موفق به آل کیل شد و به اولین گروه کیپاپی که در ۱۲ سال گذشته در تمام موزیک شوها رتبه اول را بدست آورده تبدیل شد.
۱۳. اینفینیت اولین گروه کیپاپ است که ورژن ۳۶۰ درجه از موزیک ویدیو خود را منتشر کرد (موزیک ویدیو Bad).
۱۴. اینفینیت اولین آرتیست کره ای است که در جدول K-Town که توسط بیلبورد تهیه شده بود حضور داشت.
۱۵. آهنگ The Chaser توسط مجلهٔ Rolling Stone به عنوان ۵۰ آهنگ برتر منتشر شده توسط بوی بندهای کل تاریخ معرفی شده.
1. اینفینیت اولین گروه کیپاپ است که در دبی کنسرت اختصاصی برگزار کرد، و از این طریق کیپاپ به دبی رفتند.
2. اولین گروه کیپاپ که در عرض یک روز در پنج شهرِ گوانگجو، بوسان، دِگو، دِجون و سئول شوکیس برگزار کرد (با آلبوم Infinitize).

۱۸. اولین گروه کیپاپ که در عرض سه روز در سه کشور آسیایی ژاپن، تایوان و کره جنوبی تور شوکیس برگزار کرد (با آلبوم Season2).
و…